# Homme-grenouille

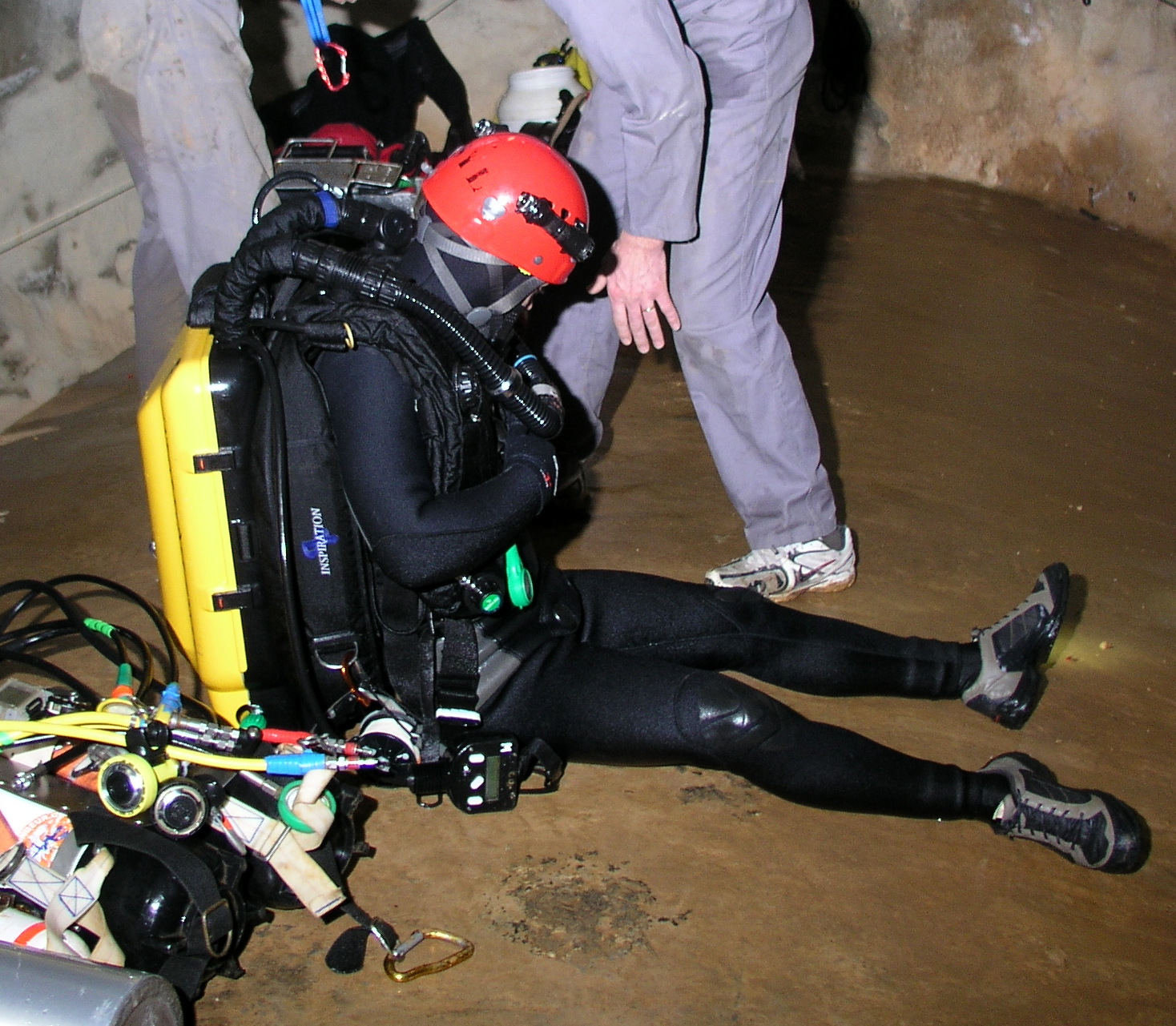
Homme-grenouille dans la rivière souterraine de Port Miou (Cassis, France).

Un homme-grenouille (au pluriel : hommes-grenouilles ; au féminin : femme-grenouille), que l'on appelle aussi plongeur autonome ou plus familièrement plongeur bouteille, est un plongeur équipé d'un scaphandre autonome (avec détendeur), équipement qui lui permet d'évoluer sous l'eau en toute liberté et sans avoir à être relié à la surface par un tube respiratoire, contrairement au scaphandrier muni d'un narguilé qui lui est équipé d'un scaphandre à casque ou au plongeur libre qui évolue en apnée.

## Origine du terme
Une origine possible de cette désignation serait celle des Hommes Grenouilles, l'un des premiers clubs de plongée sous-marine à utiliser le détendeur et les palmes, club fondé en France dans les années 1960.
Le terme d'« océanaute » a été inventé par Jacques-Yves Cousteau pour désigner l'équipage de son projet d'habitation sous-marine Précontinent I. D'un point de vue strictement professionnel, et tel que le terme est employé, les océanautes sont des plongeurs de grands fonds, en particulier pour la plongée industrielle offshore, de 80 à 500 m (à opposer à la plongée inshore, jusque 20 m environ).
Dans le langage courant, les plongeurs qui utilisent un détendeur (ou scaphandre autonome) ne se dénomment pas eux-mêmes comme étant des « hommes-grenouilles », ils disent plutôt être des « plongeurs bouteille » pour se différencier des apnéistes ou simplement des « plongeurs » bien que ce terme soit plus général. On parle en revanche plus souvent « d'hommes-grenouilles » pour désigner les plongeurs militaires ou les sapeurs-pompiers plongeurs.

## Équipement
Parmi l'équipement d'un homme-grenouille se trouvent des palmes qu'il porte aux pieds et qui lui permettent de se déplacer plus facilement dans l'eau, en donnant à ses jambes l'allure des pattes postérieures d'une grenouille.